# Иштеряково (Башкортостан)
Иштеряково (баш. Иштирәк) — деревня в Илишевском районе Республики Башкортостан Российской Федерации. Входит в состав Карабашевского сельсовета.

## География

### Географическое положение
Расстояние до:
- районного центра (Верхнеяркеево): 12 км,
- центра сельсовета (Карабашево): 2 км,
- ближайшей ж/д станции (Буздяк): 119 км.

## История
Село было основано башкирами Киргизской волости Казанской дороги на собственных вотчинных землях.

## Население
| 2002 | 2009 | 2010 |
| ---- | ---- | ---- |
| 552  | ↘551 | ↘492 |

Национальный состав
Согласно переписи 2002 года, преобладающая национальность — башкиры (82 %).